# Сражение при Стило
Сражение при Стило или Сражение у мыса Колонна (ит. Battaglia di Capo Colonna) — сражение, произошедшее 13 или 14 июля 982 года между войсками Священной Римской империи и её лангобардских союзников и войсками Сицилийского эмирата.

Италия в 1000 году

Одним из основных источников для реконструкции событий является «Хроника» Титмара Мерзебургского. Другим латинским источником, к которому чаще всего обращаются историки, является «Венецианская хроника» Иоанна Диакона.

## Предыстория
Цель императора Священной Римской империи Оттона II состояла в том, чтобы распространить свою власть на земли южной Италии, тем самым проложив путь к последующему и желательному возвращению Сицилии к христианству. В свою очередь, эмир Сицилийского эмирата Аль-Касим, призывал к джихаду против немцев.
Подготовка Оттона II к походу длилась весь 981 год. Начало кампании было полностью антивизантийским: он осадил крепость Матера (январь 982 года). Когда Матера не капитулировала, в марте того же года Оттон направился против Таранто, но и этот город оказал сопротивление. В конце концов немцы нацелились на Бари, но и здесь византийцы отбросили их. В мае 982 года император покинул Апулию, чтобы сосредоточиться на Калабрии и, наконец, начать войну против арабов.
Эмир Аль-Касим, переправившийся со своей армией с Сицилии и находившийся в южной Италии, узнав, что неожиданно огромные войска Оттона находятся недалеко от Россано, отдал приказ об отступлении. Узнав об отступлении мусульман, Оттон двинулся преследовать противника. Аль-Касим приготовился к сражению у мыса Колонна, к югу от Кротоне. 

## Ход сражения
Оттон начал сражение. Атака могучей германской панцирной конницы после ожесточенного боя уничтожила арабский центр. Затем кавалерия обрушилась на охрану аль-Касима. Хотя эмир был убит, его воины не пали духом и, маневрируя, окружили противника скрытым резервом из примерно 5000 кавалеристов, нанеся ему очень большие потери. Согласно арабскому средневековому историку Али ибн аль-Асиру, имперцы потеряли 4000 человек, в том числе Ландульфа IV Беневентского, Генриха I Аугсбургского, Гунтера, маркграфа Мерзебурга, Вернера, аббата Фульды, и многих других немецких графов.
Побежденный император бежал с поля боя, в конечном итоге вплавь добрался до византийского торгового корабля, где нашёл убежище.

## Результаты
Поражение вынудило Оттона отступить с остатками своих войск вверх по Апеннинскому полуострову вплоть до Вероны и призвать подкрепление из Германии. Он умер в следующем году, так и не сумев продолжить свою кампанию на юге.
Хотя арабские войска были вынуждены отступить обратно на остров Сицилия, мусульмане сохранили свое присутствие в Южной Италии, продолжая нападать на местных греков и лангобардов. Кроме того, когда славянские народы, живущие на Эльбе, услышали о поражении императора, они в 983 году восстали против имперского сюзеренитета.